# Округ Фрезно
Округ Фрезно (енгл. Fresno County) округ је у централном делу савезне државе Калифорнија, САД. Формиран је 1856. од територије која је припадала окрузима Марипоса, Мерсед и Тулари. Име округа потиче од шпанске речи fresno, што у преводу значи јасен. Седиште округа је Фрезно, пети по величини град у Калифорнији. Површина округа је 15.585,0 km², од чега је 15.443,4 (99,09%) копно, а 141,6 km² (0,91%) вода. По површини је шести највећи округ у Калифорнији.
Према попису из 2010, округ је имао 930.450 становника, и био је десети најнасељенији округ у Калифорнији.

## Највећи градови
| Град   | Бр. становника (2010) |  |
| ------ | --------------------- |  |
| Фрезно | 494.665               |  |
| Кловис | 95.631                |  |
| Сангер | 24.270                |  |
| Ридли  | 24.194                |  |
| Селма  | 23.219                |  |